# Luis Quintanilla Isasi
León Gerardo Luis Quintanilla Isasi (Santander, 1893-Madrid, 1978) fue un artista plástico y escritor español.
Trabajó diferentes técnicas y géneros plásticos (dibujo, grabado, fresco, ilustración). Una de sus obras, el ciclo de frescos Ama la paz, odia la guerra fue encargado por el gobierno de la República para representar a España en la Exposición Universal de 1939. El conjunto es conocido como Los otros Guernicas y desde 2007 se exhibe de modo permanente en el patio de Paraninfo de la Universidad de Cantabria.

## Biografía

### Infancia y adolescencia
Era el hijo pequeño de Tomás Quintanilla Cagigal y de María Isasi Zerragería; sus hermanos se llamaban José y Cristina. Se crio en el seno de una familia de la burguesía mercantil de Santander. El deseo familiar de que estudiase Derecho se deshizo cuando el pintor comenzó sus estudios de Náutica, con la idea de poder viajar y tener tiempo libre para pintar. Pero pronto se da cuenta de que la pintura no es compatible con el mundo de la náutica, por lo que decide irse a París en 1912.

### Etapa de formación
En 1920 regresó a París donde inició una profunda amistad con Hemingway. En esos momentos, disfrutó del París de entreguerras donde conoció a numerosos artistas que residían en Montparnasse. Junto a su amigo Juan Tellería, viaja de nuevo a Berlín y fue en esa misma década cuando aprendió dos nuevas técnicas de pintura, una bajo la supervisión de Pablo Arrierán y otra junto a André Duyonac de Segonzac. La primera de ellas consistía en el repujado de cuero, que le llevaría de nuevo a España en 1922, y la segunda era el grabado con buril, técnica que desarrolló a lo largo de su vida en diferentes ocasiones.
Vuelve a España con el encargo de realizar para Gustavo de Maeztu un marco repujado en cuero para el lienzo de grandes dimensiones Lírica y religión, que actualmente se exhibe en la Sala de Juntas de Guernica. Poco después se relaciona con un importante número de intelectuales de la Biblioteca Nacional, entre los que destaca su relación con su amigo Gerardo de Alvear, quien le puso en contacto con Jesús Domínguez Bordona y Ángel Sánchez Rivero. Un trabajo relacionado con la Biblioteca Nacional le puso en contacto con los frescos de la Cripta de San Isidoro de León. El impacto que le produjo la contemplación de estas obras acrecentará en él el deseo de aprender a pintar al fresco. Gracias a la ayuda de Bartolomé Cossío consiguió una beca de la Junta de Ampliación de Estudios para viajar a Italia.
En 1924 se traslada a Italia, donde permanece por espacio de un año. A su vuelta, recibió diferentes encargos para hacer frescos. En 1927 realiza su primer trabajo, los lunetos de la Sala de Grabados del Palacio de Liria, en 1928; los frescos para el Pabellón de La Nación de Buenos Aires, en la Exposición de Colonia; después vinieron los Frescos del Consulado de Hendaya, los de la Sala de Conferencias de la Casa del Pueblo (1931), el fresco Mujeres (1931) para el Museo de Arte Moderno de Madrid, los del Pabellón del Gobierno de la Ciudad Universitaria (1932) y los del Monumento a Pablo Iglesias (1934-36), su trabajo más ambicioso.
Su estancia en Italia acrecentó su conciencia social y política, sobre todo al ser testigo de los desmanes llevados a cabo por los camisas negras. Por esta razón, ingresó en el PSOE en 1929 de manos de su amigo Luis Araquistáin.
El año 1934, fue un año muy importante para Quintanilla por dos motivos: expuso su colección de grabados en la Biblioteca Nacional y fue encarcelado al descubrir en su estudio al Comité Revolucionario que preparaba la revolución del 34.

### Guerra civil
Desde que se instauró la Segunda República, Quintanilla mostró una constante preocupación por la causa republicana, que se hizo más evidente al producirse la guerra civil. Desde el golpe de Estado del 18 de julio de 1936 su compromiso con el gobierno de la República fue evidente a través de diversos trabajos: intervino en el asalto al Cuartel de la Montaña y posteriormente en el asedio al Alcázar de Toledo, experiencia sobre la que publicó en 1967 el libro Los rehenes del Alcázar de Toledo, en la editorial Ruedo Ibérico. 
Su trabajo más novelesco fue el de espía; fue el encargado de organizar la primera red de espionaje republicano en la zona vascofrancesa, conocido como “La red Quintanilla”. En 1937 abandonó este trabajo y por expreso deseo del presidente del Gobierno, Juan Negrín se encargó de recorrer los frentes y captar imágenes de la contienda. En diciembre presentó los dibujos en el Hotel Ritz de Barcelona y después los expuso en el Museo de Arte Moderno de Nueva York. En 1938, el Gobierno de la República le encargó realizar una serie de frescos para representar a España en la Exposición Universal de Nueva York, que se celebraría en 1939. 
A finales de 1938 parte hacia Nueva York, iniciando así un largo exilio.

### El exilio americano
Luis Quintanilla llegó a Nueva York el 11 de enero de 1939, y allí se instaló en un estudio-vivienda en la Quinta Avenida. En Estados Unidos es recibido como un héroe antifascista. Un mes más tarde, el 8 de febrero realiza el primero de los encargos que le habían sido encomendados, la entrega de una serie de grabados de Goya a Mrs. Roosevelt.
El 21 de ese mismo mes contrae matrimonio con Janet Speirs en un caótico y finalmente feliz día tras una serie de vicisitudes y complicaciones. Tras su boda se sumerge en la realización de los frescos, pero la guerra termina y se encuentra exiliado, sin posibilidad de volver a su país y con unos frescos que ya no podrán ser expuestos en el lugar para el que estaban concebidos. Aun así las obras fueron expuestas en noviembre en la Associated American Artist junto con sus bocetos. 
En 1940 viaja a Hollywood de la mano de su amigo el guionista Elliot Paul. Necesitaba conseguir dinero para mantener a su familia, puesto que en enero había nacido su hijo Paul. Allí realizó 11 bocetos para la escenografía de la película Hombres intrépidos de John Ford. Gracias a este trabajo entabla amistad con grandes personalidades del cine y allí nace su colaboración con Elliot Paul (P&Q). Realizaron dos libros escritos por Elliot Paul e ilustrados por Quintanilla, el primero fue el libro de cocina Intoxication Made Easy y más tarde With a Hays Nonny Nonny.
Durante la década de los cincuenta se relaciona sobre todo con otros españoles exiliados como Julio de Diego, Juan Rebull, Ángel del Río, etc. y logra salir de la depresión en la que estaba hundido volviendo a la pintura con una gran ilusión, gracias a su amigo Julio de Diego. En 1957 se traslada por espacio de una semana a Puerto Rico para pintar el retrato al famoso músico Pau Casals. Es un magnífico retrato que se encuentra entre los fondos del Museo Nacional Centro de Arte Reina Sofía.
Quintanilla es consciente de que su matrimonio se ha ido deteriorando y el 18 de enero de 1958 se traslada a París para continuar desde allí con su obra, buscando conseguir recuperar el nombre que tenía de joven y deseando acercarse más a España, pues teme non conseguir regresar a su patria, ya que había prometido no volver mientras Franco siguiera en su país.

### Exilio francés, regreso a España y muerte
En París encuentra un estudio, donde sigue pintando, en el n.º 61 de Franklin D. Roosevelt Avenue. A comienzos del año 1959 Quintanilla se reencuentra con su amigo Araquistaín, y consigue exponer sus obras en la Sala Gaveau. La exposición se inauguró el 7 de abril del 59 y permaneció abierta hasta el día 25 del mismo mes. Ese mismo año muere Araquistaín lo que supuso un duro golpe para Quintanilla, ya que durante muchos años había sido su amigo y confesor.
En la década de los sesenta finaliza la redacción de sus memorias: Pasatiempo. La obra de un pintor. Ante la dificultad de publicar el libro, desesperado, como si de un suicidio simbólico se tratara, acabó arrojando el manuscrito al Sena. Afortunadamente había enviado una copia a su mujer y años después se pudo conseguir editar las memorias en España.
Quintanilla cada vez lleva peor su exilio, ve que los años pasan y no hay posibilidad de volver a su patria: “Y luego hay otra cosa, que a mi edad pesa lo de continuar siempre siendo el extranjero, hablando otro idioma que el natal y considerando la gallina en corral ajeno. En fin, ojalá cuanto antes se arregle la situación de ahí y pueda ir a terminar mis días”.

## Estudio de su obra

### Etapa de formación
Luis Quintanilla recibió una educación bastante esmerada en su infancia, pero en materia plástica fue autodidacta. Podemos indicar que su verdadera formación la recibe en París, principalmente de la mano de Juan Gris. Asimismo debemos destacar su aprendizaje como grabador conde André Duyoner du Segonzac. También en París debió de aprender a trabajar el repujado de cuero. Su trabajo más interesante en cuero es el marco del tríptico Lírica y Religión de Gustavo de Maeztu, un trabajo de gran interés.
De su etapa en París no se conservan obras, salvo un grabado fechado en 1925 y que guarda cierta relación con trabajos de Matisse, aunque Paul Quintanilla conserva alguna de las obras que en los años cincuenta realizó en Nueva York para mostrar cómo eran sus lienzos cubistas.
También se conserva en Toledo el retrato de Victorio Macho, que evidencia la influencia de autores cómo Zuloaga.

### Quintanilla muralista, grabador y dibujante
Luis Quintanilla se consideraba ante todo un muralista. Decidió aprender la técnica del fresco tras ver los murales románicos de San Isidoro en León: “fui a parar por casualidad al Panteón de los Reyes de la Corona de León en San Isidoro y la visión de aquellos frescos de las bóvedas fue para mí una revelación. Había algo allí que me hablaba muy directamente”. Tras estudiar en Florencia, a su vuelta a España comenzaron a surgirle importantes trabajos como muralista. El primero de estos trabajos fue el encargo —en 1927— para la sala de Estampas del Palacio de Liria. Este encargo consistía en pintar los cuatro lunetos de la sala de Estampas. De ellos no se conserva nada, ya que fueron destruidos durante la guerra civil por una bomba.
Un año más tarde viaja a Alemania, durante el verano, para la realización de tres frescos para el pabellón del diario La Nación de Buenos Aires en la Exposición de Colonia. Ese mismo año empezará a realizar los frescos para el Consulado de Hendaya, encargo realizado por el cónsul de España en Hendaya. El trabajo consistía en decorar la entrada y dos salones del edificio. “El trabajo era ambicioso, ya que eran 108 m2 de pintura al fresco, compuesto por 67 figuras de tamaño natural (…) El conjunto, de claro regusto italiano, representa a los personajes sobre un suelo con enormes baldosas y fuerte perspectiva”. Estos frescos fueron destruidos años después.
En 1931 recibió el encargo de realizar los frescos de la Casa del Pueblo de Madrid. Se conservan fotos y según Quintanilla mostraban “el pueblo en marcha”. Poco después pinta el fresco Mujeres para el Museo de Arte Moderno de Madrid. “Representa un grupo de robustas mujeres al estilo italiano del Quattrocento. Quintanilla creía recordar vagamente que podrían representar a las Artes Plásticas”
En 1932 pinta dos frescos para el Pabellón de Gobierno de la Ciudad Universitaria. “En uno de ellos se representa el abandono, el desorden y la humanidad a merced de miserias y enfermedades. En el otro el esfuerzo del hombre en el mundo de las artes, ciencia e industria para mejorar su vida”. Ese mismo año comienza el proyecto del monumento a Pablo Iglesias junto con el arquitecto Esteban de la Mora y el escultor Emiliano Barral. Consistía en un recinto porticado con las paredes cubiertas de frescos. En ellos se representaba la vida de Pablo Iglesias, fundador del PSOE. Esta obra fue demolida en 1959. Más tarde, ya en Estados Unidos, realizó dos obras importantes como fresquista: los frescos sobre la guerra civil y los de la Universidad de Kansas City. 
Quintanilla también realizó grabados y dibujos. Sus grabados, expuestos en 1934 en la Biblioteca Nacional, se inscriben dentro de un realismo de corte social, cercano a algunas obras de Grosz. Dentro de este conjunto de grabados hay escenas del mundo del circo, de la vida madrileña de los años treinta, de la vida cotidiana, y desnudos y escenas con cierto erotismo.
Como dibujante destacan dos importantes conjuntos de obras. Por un lado están los dibujos de La cárcel por dentro, realizados por el artista durante su estancia en la cárcel en 1934. En ellos aparecen tanto retratos de personajes conocidos como Santiago Carrillo, Largo Caballero, Julián Zugazagoitia y un largo etcétera, como retratos de seres anónimos y detalles de las celdas de los reclusos, como Ajuar del preso o Decoración. “Todos los dibujos están hechos a lápiz, consiguiendo los matices a partir de las finas gradaciones de los grises del grafito. (…)Todos estos dibujos están cargados de humanidad y rezuman melancolía, la melancolía que estos hombres sufren en sus cuerpos al haber sido privados de la libertad. ”
Los dibujos de la guerra civil fueron realizados por el pintor mientras recorría los frentes de guerra y en ellos se muestra como un objetivo observador, recordando con frecuencia su trabajo al de los fotógrafos de guerra, “aunque, desease mostrar con carácter propagandístico la violencia y sinrazón de la guerra (…) sus obras poseen un tono más intimista y personal (…) los dibujos de Quintanilla surgen sobrios, con un trazo sintético, eliminando cualquier efecto innecesario (…) Son testimonios en primera persona, lo que los convierte en referentes visuales de la guerra. La captación de un momento preciso y temporal es una de sus atractivas aportaciones, que en ocasiones aumenta el sobrecogimiento en el espectador”.

### Etapa americana

#### Los frescos de la guerra civil
Con un pasaporte diplomático, llegaba a Nueva York el 11 de enero de 1939 Luis Quintanilla. Había recibido el encargo de pintar cinco grandes paneles para la Exposición Universal. El cometido le reportaría 6 000 dólares; al llegar, estableció su domicilio y estudio en la Quinta Avenida.
El Gobierno español perdió la guerra, motivo por el que España no participó en la Feria y Quintanilla se quedó con estas cinco enormes obras, que alcanzan la nada desdeñable dimensión de once metros y medio de largura por dos de altura. Se expusieron en dos ocasiones y después la niebla de la desmemoria las cubrió, creyéndolas destruidas, hasta que aparecieron en los pasillos de un cine porno-gay en el mítico Bleecker Street Cinema, muy cerca del domicilio del pintor. En 2007 volvían a España. La Universidad de Cantabria, con el patrocinio del Santander, recuperaba estas importantes creaciones para el acervo cultural español.
Los frescos son cinco grandes paneles, pintados sobre cal mezclada con polvo de mármol, el mismo material sobre el que pintó Miguel Ángel los frescos de la Capilla Sixtina; esta técnica confiere al acabado un brillo especial. Sabemos que la prensa americana del momento no llegó a comprender bien este trabajo que se planteó siempre como una obra de conjunto, titulada genéricamente Ama la paz y odia la guerra, mostrándonos a través del título su carácter simbólico. Al parecer, esperaban un mayor patetismo, brutales escenas que mostraran lo monstruosa que es una guerra y esto no era lo que encontraban en una primera lectura de los frescos. ”Su fuerza radica precisamente en el sentido poético que posee la obra. Quintanilla no relata un hecho concreto de la guerra, sino que denuncia el dolor, la destrucción y el horror que una guerra produce siempre, y la desolación que inevitablemente deja tras de sí. Por eso precisamente poseen plena vigencia y no se han convertido en una pintura histórica sin más”.

#### Trabajo en Hollywood y retratos de escritores
En Hollywood pintó el retrato de Gary Cooper, pretendía ser el cartel promocional de Por quién doblan las campanas. Este trabajo le permitió afrontar una colección de retratos de escritores americanos contemporáneos bajo el título genérico de “Cómo se ven ellos”. Aparecían los escritores disfrazados, con una importante carga de humor. Entre otros, pintó a John Dos Passos, Arthur Miller, John Steinbeck, Dorothy Parker, o Elliot Paul, llegando a autorretratarse como Juan Bautista decapitado.

#### Murales de Kansas City
En septiembre de 1940 se traslada a Kansas City donde permanece por espacio de casi un año pintando una serie de frescos cuyo título es Las andanzas de don Quijote y Sancho Panza en el siglo XX. Para este trabajo utilizó como modelos a alumnos y profesores. Son seis paneles en los que representa a don Quijote y Sancho Panza, en otros dos frescos representa el mundo de Sancho y el de don Quijote; el mundo de don Quijote es el del espíritu, el de las ideas; es en ese mundo imaginario en el que se representa el pintor, junto a su mujer e hijo. En el fresco Coronación de Sancho Panza hay una feroz crítica a la sociedad de aquella época. Por último en Don Quijote en el mundo real aparece Don Quijote “rodeado de todos los horrores, en un mundo en el que es un extraño”.
El resultado fue muy polémico, ya que el público en general no estaba preparado para entender estas obras donde Quintanilla denunciaba, una vez más, la amenaza del fascismo en Europa.

#### Ilustraciones para libros
En 1941 y 1942 publicó dos libros con su amigo Elliot Paul, en ambas ocasiones se ocupó de las ilustraciones en tono humorístico.
En 1947 ilustraba Gulliver´s Travels de Jonathan Swift, que supone su mayor trabajo como ilustrador, a juzgar por el número de dibujos que aparecen. En 1950 ilustra The Four Little Foxes de Miriam Schein y Three exemplary Novels de Cervantes sus últimos trabajos como ilustrador en Estados Unidos.

#### Grabados americanos
Basil Burdett considera a Luis Quintanilla el más grande de los grabadores españoles contemporáneos, quizás el más importante desde Goya. Quintanilla consigue únicamente con la punta seca una enorme riqueza tonal. Esto se debe a la utilización de seis puntas, con lo que se asegura líneas que producen una escala tonal infinita. El soporte utilizado son planchas de níquel o de cinc niquelado. Entre los grabados que realiza en Estados Unidos se encuentran Fiesta, Paulette, Rare Bird, Espantapájaros. 
Gracias a su amigo Julio de Diego vuelve a pintar; él se encarga de llevarle a su cabaña de Woodstock. “Encerrado en su estudio trata de ser lo más sincero posible con su pintura, que tras estos años de sufrimiento, surge depurada. Su estudio se va plagando de paisajes de Woodstock, de Vermont y de Cape Cod. Son paisajes melancólicos y humanizados, a pesar de que en ellos rara vez aparecen figuras, así como bodegones tranquilos, en los que los objetos son tratados como seres humanos”. Destacan Autumn in Woodstock, Vermont Landscape, The Blue Boat, Pennsylvania Interior o After the Storm.

### Obras del exilio francés
Antes de partir para el exilio había conseguido exponer Quintanilla en la Galería Marcel C. Coard de París en enero de 1957. Cuando se traslada definitivamente a París, en 1958, continúa escribiendo, como había hecho en los años de exilio americano. En París finaliza Pasatiempo, la vida de un pintor, donde desgrana su vida hasta su exilio en Nueva York.
Por fin en 1967 consigue publicar Los rehenes del Alcázar de Toledo, libro que desató una gran polémica por negar la versión franquista de los hechos.
Realiza las series de dibujos El diablo gótico e Historia de las catedrales para ilustrar dos libros, que nunca se publicaron.
En esta época, Quintanilla colabora con la revista Cuadernos del Congreso para la Libertad de la Cultura, para la que escribe algunos artículos entre los que destaca en el que narra su experiencia pintando al violonchelista Pau Casals.
Pintó varios retratos, cómo el retrato del padre Onaindía o el retrato de Jacqueline Desirat. Realiza también bastantes composiciones con figuras humanas y bodegones. Son muy interesantes los paisajes que pinta a su llegada, poseen una marcada referencia a Cézanne en la geometrización el paisaje. 
Su salud fue empeorando; en 1976 volvió a España, donde se dedicó hasta su muerte a realizar algunos apuntes que luego trabajaba en su estudio, aunque cada vez con más dificultad.

## Legado

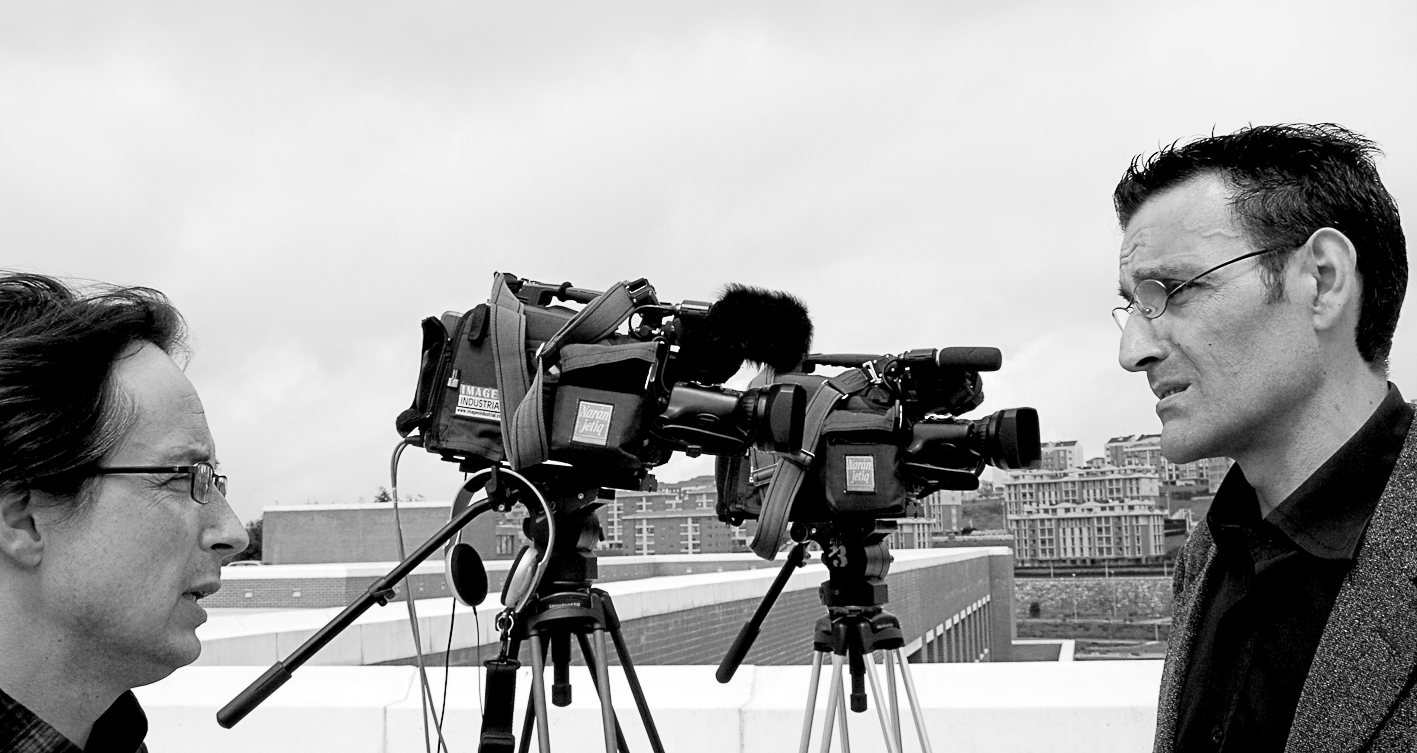
Iñaki Pinedo en el rodaje en Santander de Los otros Guernicas.

El 28 de octubre de 2010 se estrenó en el Palacio de Festivales de Santander el documental Los otros Guernicas, del director Iñaki Pinedo con Jesús Calvo, de Imagen Industrial, en la producción y Esther López Sobrado en la documentación. Este documental cerró la Trilogía de la memoria —junto a El hombre que murió dos veces y La escuela fusilada—, que comenzó el director junto a Daniel Álvarez. El documental aborda el gran problema que supuso para la cultura española la pérdida de un importante número de intelectuales como consecuencia de la guerra civil española, como el caso de Luis, autor de unos frescos con mensajes pacifistas encargados por el Gobierno de la República para el pabellón español en la Exposición Universal de Nueva York de 1939. El documental fue preseleccionado con cinco candidaturas —mejor película, mejor dirección novel, mejor montaje, mejor dirección de fotografía y mejor película documental— a las nominaciones de los Premios Goya 2012. Ha estado presente en numerosos festivales de cine en España, Europa, Estados Unidos y Latinoamérica y se ha proyectado en los Institutos Cervantes de Nueva York, Varsovia y Bruselas.

## Libros escritos y/o ilustrados por el autor
- Los rehenes del Alcázar de Toledo. Ed. Ruedo Ibérico. París 1967.[4]
- Pasatiempo. La vida de un pintor. Edición, estudio y notas de Esther López Sobrado. Edicios do Castro, 2004.
- De pintura. Vidas comparadas de artistas. Edición de Esther López Sobrado (2 vol). PUbliCan-Ediciones de la Universidad de Cantabria, Santander, 2008
- La cárcel por dentro. Con introducción de Julián Zugazagoitia. Madrid 1935
- La cárcel por dentro. Edición facsimilar de la Fundación José Barreiro. Incluye el estudio Luis Quintanilla un pintor comprometido, de Etelvino González López. Oviedo 1995.
- Los cuentos de Mariviento. Edición y estudio introductorio de Esther López Sobrado. Editorial Gran Vía, Burgos, 2008.
- All the Braves, con prefacio de Ernest Hemingway y textos de Elliot Paul y Jay Allen. Modern Age Books. New York 1939.
- Intoxicación made easy, con texto de Elliot Paul. New York 1941.
- With a Hay Nonny Nonny, con texto de Elliot Paul. New York 1942.
- Franco Black Spain. New York 1946.
- La España negra de Franco. Edición e introducción de Esther López Sobrado, Ediciones de La Central, 2009.